# Chloraea reticulata
Chloraea reticulata är en orkidéart som beskrevs av Rudolf Schlechter. Chloraea reticulata ingår i släktet Chloraea och familjen orkidéer. Inga underarter finns listade i Catalogue of Life.